# Chwastnica
Chwastnica (deutsch Quosnitz, 1937–1945 Quosdorf) ist ein Dorf in Niederschlesien. Der Ort liegt in der Landgemeinde Domaniów im Powiat Oławski in der polnischen Woiwodschaft Niederschlesien.

## Geographie

### Geographische Lage
Das Straßendorf Chwastnica liegt vier Kilometer nordwestlich vom Gemeindesitz Domaniów (Thomaskirch), ca. 16 westlich von der Kreisstadt Oława (Ohlau) und rund 30 Kilometer südlich der Woiwodschaftshauptstadt Breslau. Der Ort liegt in der Nizina Śląska (Schlesische Tiefebene) innerhalb der Równina Wrocławska (Breslauer Ebene). Nordöstlich des Ortes verläuft die Autostrada A4.

### Nachbarorte
Nachbarorte von Chwastnica sind im Nordwesten Nowy Śleszów (Neu Schliesa), im Osten Piskorzów (Groß Peiskerau) und im Süden Piskorzówek (Klein Peiskerau).

## Geschichte
Der Ort wurde 1358 erstmals als Qwasnicz erwähnt.
Nach dem Ersten Schlesischen Krieg 1742 fiel Quosnitz zusammen mit dem größten Teil Schlesiens an Preußen. 1783 zählte der Ort ein Vorwerk und acht Hofstellen.
Nach der Neugliederung Preußens gehörte die Landgemeinde Quosnitz ab 1815 zur Provinz Schlesien und war ab 1816 dem Landkreis Ohlau eingegliedert. 1874 wurde der Amtsbezirk Quosnitz gegründet, welcher die Landgemeinden Groß Peiskerau, Gunschwitz, Jankau, Quosnitz, Schwoika und Theuderau und die Gutsbezirke Gunschwitz und Theuderau umfasste. Erster Amtsvorsteher war der Gutsbesitzer Reinhard in Quosnitz. 1885 zählte der Ort 117 Einwohner.
1933 zählte Quosnitz 101 Einwohner. Am 3. Februar 1937 wurde der Ortsname in Quosdorf umbenannt. 1939 lebten 88 Menschen in Quosdorf. Bis 1945 befand sich der Ort im Landkreis Ohlau.
Als Folge des Zweiten Weltkriegs fiel Quosdorf wie fast ganz Schlesien 1945 an Polen, wurde in Chwastnica umbenannt und der Woiwodschaft Breslau angegliedert. Die deutsche Bevölkerung wurde, soweit sie nicht vorher geflohen war, weitgehend vertrieben. Die neu angesiedelten Bewohner waren zum Teil Heimatvertriebene aus Ostpolen. 1999 kam der Ort zum Powiat Oławski in der Woiwodschaft Niederschlesien.

## Sehenswürdigkeiten
- Historische Vorwerksgebäude